# Campeonato Europeo de Taekwondo de 2012
El XX Campeonato Europeo de Taekwondo se celebró en Mánchester (Reino Unido) entre el 3 y el 6 de mayo de 2012 bajo la organización de la Unión Europea de Taekwondo (ETU) y la Federación Británica de Taekwondo.
Las competiciones se realizaron en el pabellón Manchester Regional Arena de la ciudad inglesa.

## Medallistas

### Masculino
| Evento         | Oro                            | Plata                       | Bronce                                                        |
| -------------- | ------------------------------ | --------------------------- | ------------------------------------------------------------- |
| –54 kg (03.05) | Seifula Magomedov · Rusia      | Mikayıl Əliyev Azerbaiyán   | Nikolaos Politis · Grecia · Amin Badr · Reino Unido           |
| –58 kg (04.05) | Joel González Bonilla · España | Moussa Cissé Francia        | Eryk Rodzik · Polonia · Fırat Pozan · Turquía                 |
| –63 kg (05.05) | Michael Harvey Reino Unido     | Vasileios Gaitanis · Grecia | Mário Silva · Portugal · Tomislav Karaula · Croacia           |
| –68 kg (06.05) | Servet Tazegül Turquía         | Filip Grgić · Croacia       | Stylianós Papadópulos · Grecia · Martin Stamper · Reino Unido |
| –74 kg (06.05) | Aliasjab Sirazhov · Rusia      | Rıdvan Baygut Turquía       | Torann Maizeroi · Francia · Bartosz Kołecki · Polonia         |
| –80 kg (05.05) | Aaron Cook Reino Unido         | Ramin Əzizov Azerbaiyán     | Tommy Mollet · Países Bajos · Nicolás García Hemme · España   |
| –87 kg (04.05) | Lutalo Muhammad Reino Unido    | Augustin Bata Francia       | Ali Sarı · Turquía · Carlo Molfetta · Italia                  |
| +87 kg (03.05) | Leonardo Basile · Italia       | Ivan Trajkovič Eslovenia    | Vanja Babić · Serbia · Volker Wodzich · Alemania              |

### Femenino
| Evento         | Oro                             | Plata                       | Bronce                                                     |
| -------------- | ------------------------------- | --------------------------- | ---------------------------------------------------------- |
| –46 kg (03.05) | Ioanna Kutsú · Grecia           | Elaia Torrontegui · España  | Jessika Alair Soares · Suecia · Rukiye Yıldırım · Turquía  |
| –49 kg (04.05) | Lucija Zaninović · Croacia      | Kristina Kim · Rusia        | Yasmina Aziez · Francia · Brigitte Yagüe · España          |
| –53 kg (06.05) | Hatice Kübra Yangın Turquía     | Ana Zaninović · Croacia     | Caroline Fisher Reino Unido Maeva Coutant Francia          |
| –57 kg (05.05) | Floriane Liborio Francia        | Edina Kotsis · Hungría      | Jade Jones · Reino Unido · Andrea Rica Taboada · España    |
| –62 kg (03.05) | Marlène Harnois Francia         | Marina Sumić · Croacia      | Joyce van Baaren · Países Bajos · Marina Cheshuina · Rusia |
| –67 kg (06.05) | Nur Tatar Turquía               | Haby Niaré Francia          | Petra Matijašević · Croacia · Elin Johansson · Suecia      |
| –73 kg (05.05) | Anastasiya Baryshnikova · Rusia | Milica Mandić Serbia        | Melda Akçan · Alemania · Maeva Mellier · Francia           |
| +73 kg (04.05) | Anne-Caroline Graffe Francia    | Rosana Simón Álamo · España | Olga Ivanova · Rusia · Katharina Weiss · Alemania          |

## Medallero
| Núm. | País         | Oro | Plata | Bronce | Total |
| ---- | ------------ | --- | ----- | ------ | ----- |
| 1    | Francia      | 3   | 3     | 4      | 10    |
| 2    | Turquía      | 3   | 1     | 3      | 7     |
| 3    | Rusia        | 3   | 1     | 2      | 6     |
| 4    | Reino Unido  | 3   | 0     | 4      | 7     |
| 5    | Croacia      | 1   | 3     | 2      | 6     |
| 6    | España       | 1   | 2     | 3      | 6     |
| 7    | Grecia       | 1   | 1     | 2      | 4     |
| 8    | Italia       | 1   | 0     | 1      | 2     |
| 9    | Azerbaiyán   | 0   | 2     | 0      | 2     |
| 10   | Serbia       | 0   | 1     | 1      | 2     |
| 11   | Eslovenia    | 0   | 1     | 0      | 1     |
| 11   | Hungría      | 0   | 1     | 0      | 1     |
| 13   | Alemania     | 0   | 0     | 3      | 3     |
| 14   | Países Bajos | 0   | 0     | 2      | 2     |
| 14   | Polonia      | 0   | 0     | 2      | 2     |
| 14   | Suecia       | 0   | 0     | 2      | 2     |
| 17   | Portugal     | 0   | 0     | 1      | 1     |
|      | TOTAL        | 16  | 16    | 32     | 64    |